# Salzburger Becken
Koordinaten: 47° 56′ 44″ N, 12° 59′ 40″ O

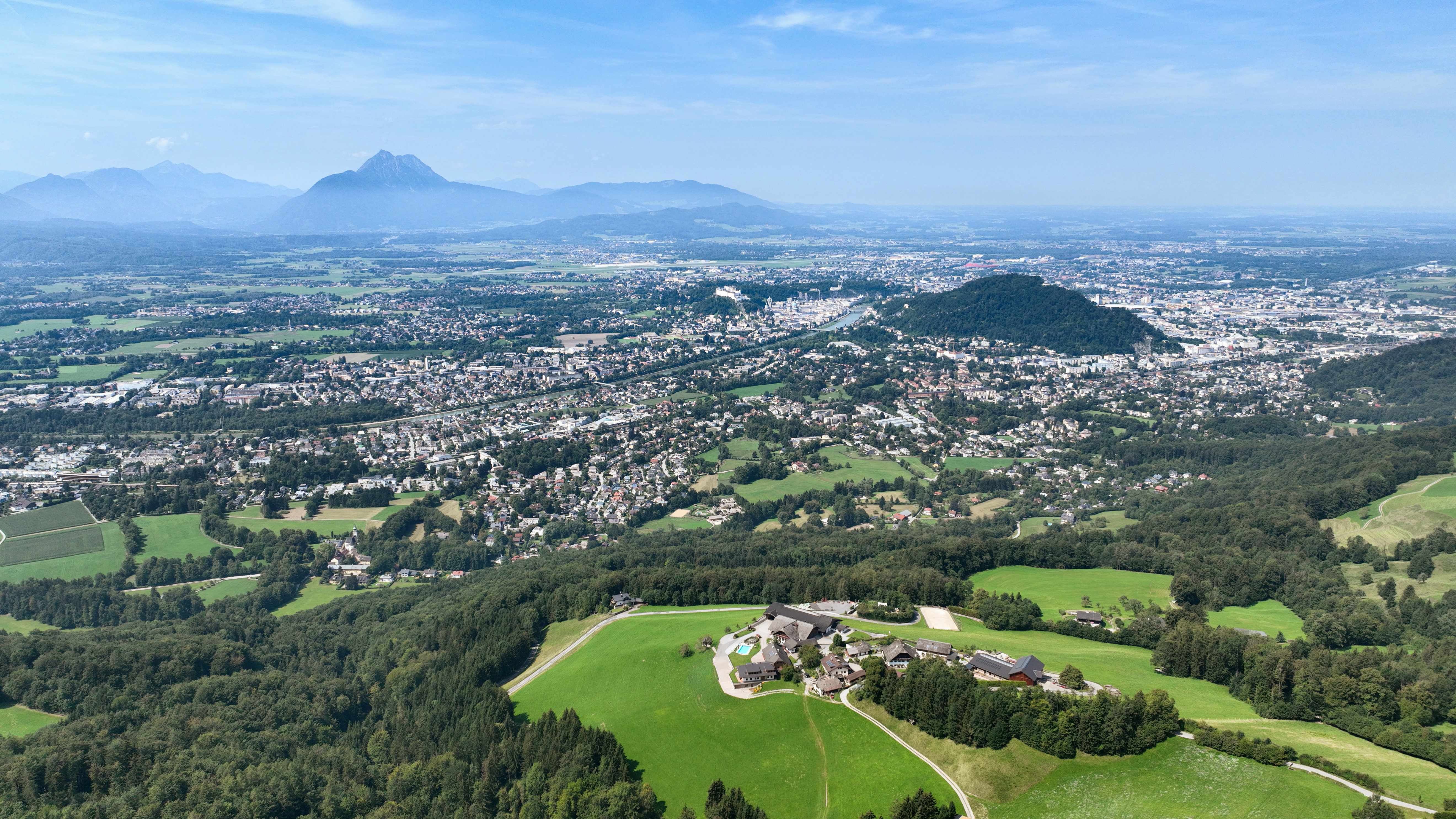
Ostansicht des Salzburger Beckens mit der Stadt Salzburg im Mittelpunkt

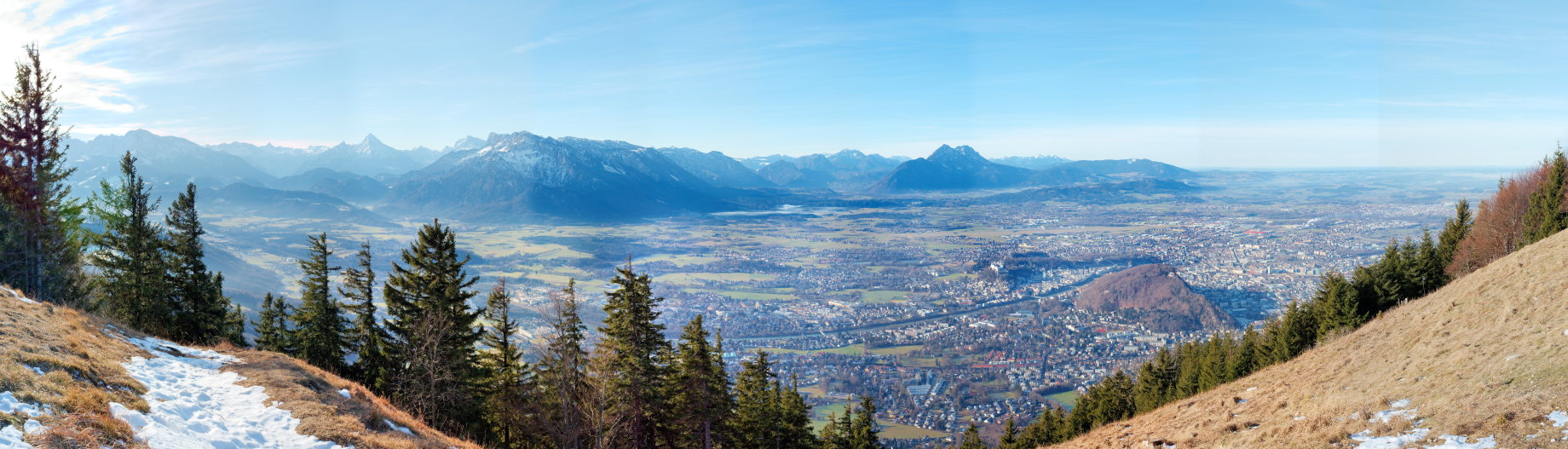
Blick auf das Salzburger Becken vom Gaisberg

Das Salzburger Becken, auch Salzburg-Freilassinger Becken, ist ein Becken am Rand der Alpen, das sich im Flachgau über das österreichische Bundesland Salzburg sowie die angrenzenden Gebiete Bayerns ausbreitet. Hier liegt mit der Landeshauptstadt Salzburg eine der größten Städte der Alpen. Das Becken gehört zu den Talungen der Salzach.

## Landschaft und Umgrenzung
Das Salzburger Becken besitzt eine lang gestreckte Nord-Süd ausgerichtete Form und reicht im Norden bis Oberndorf und Laufen und im Süden bis Golling. Wichtige Städte sind hier neben Salzburg Hallein, Freilassing, Laufen und Oberndorf. Begrenzt wird das Salzburger Becken im Osten durch die Osterhorngruppe mit Schmittenstein (1695 m) und Gaisberg (1287 m), im Nordwesten durch Moränenwälle, im Süden durch das Untersbergmassiv, durch den Hohen Göll sowie durch Tennen- und Hagengebirge, und im Westen wiederum durch Endmoränenwälle sowie den Staufen.
In dem Becken vereinigen sich die Flusstäler der Salzach und Saalach sowie der Fischach, des Almbachs und der Königsseeache. Inselberge im Salzburger Becken sind der Kapuzinerberg, Mönchsberg, Rainberg und Hellbrunner Berg.
Zum Salzburger Becken wird meist auch das „Halleiner Becken“ hinzugezählt, das aber kein eigenständiges Becken darstellt. Das Salzburger Becken ist eines der dichtbesiedeltsten randalpinen Becken.

## Geologie
Das Salzburger Becken ist eine während des Mindel-Riß-Interglazials und dem Riß-Würm-Interglazial, also in Warmzeiten zwischen den jeweiligen Kaltzeiten, entstandene Landschaft.
Während der Warmzeiten im erdgeschichtlichen Zeitabschnitt Pleistozän wurde das Lockermaterial durch das Abschmelzen des Eises im Salzburger Becken (Salzachgletscher) ausgeräumt, allerdings sind einige Strukturen des Beckens auch durch tektonische Aktivität entstanden.
Sowohl in den Warmzeiten als auch in nachglazialer Zeit erstreckte sich im Becken ein See von maximal 30 Kilometer Länge und 10 km Breite nach der Kaltzeit, in dem mächtige Bänke wie den aus Nagelfluh-Konglomerat bestehenden Salzburger Bergen Kapuzinerberg, Mönchsberg, Rainberg und Hellbrunner Berg abgelagert wurden. Später entstanden Schotterbänke, die auf dem Seeton aufliegen. Ihre Mächtigkeit beträgt 100 bis 150 Meter, im Oichtental sogar 250 Meter.

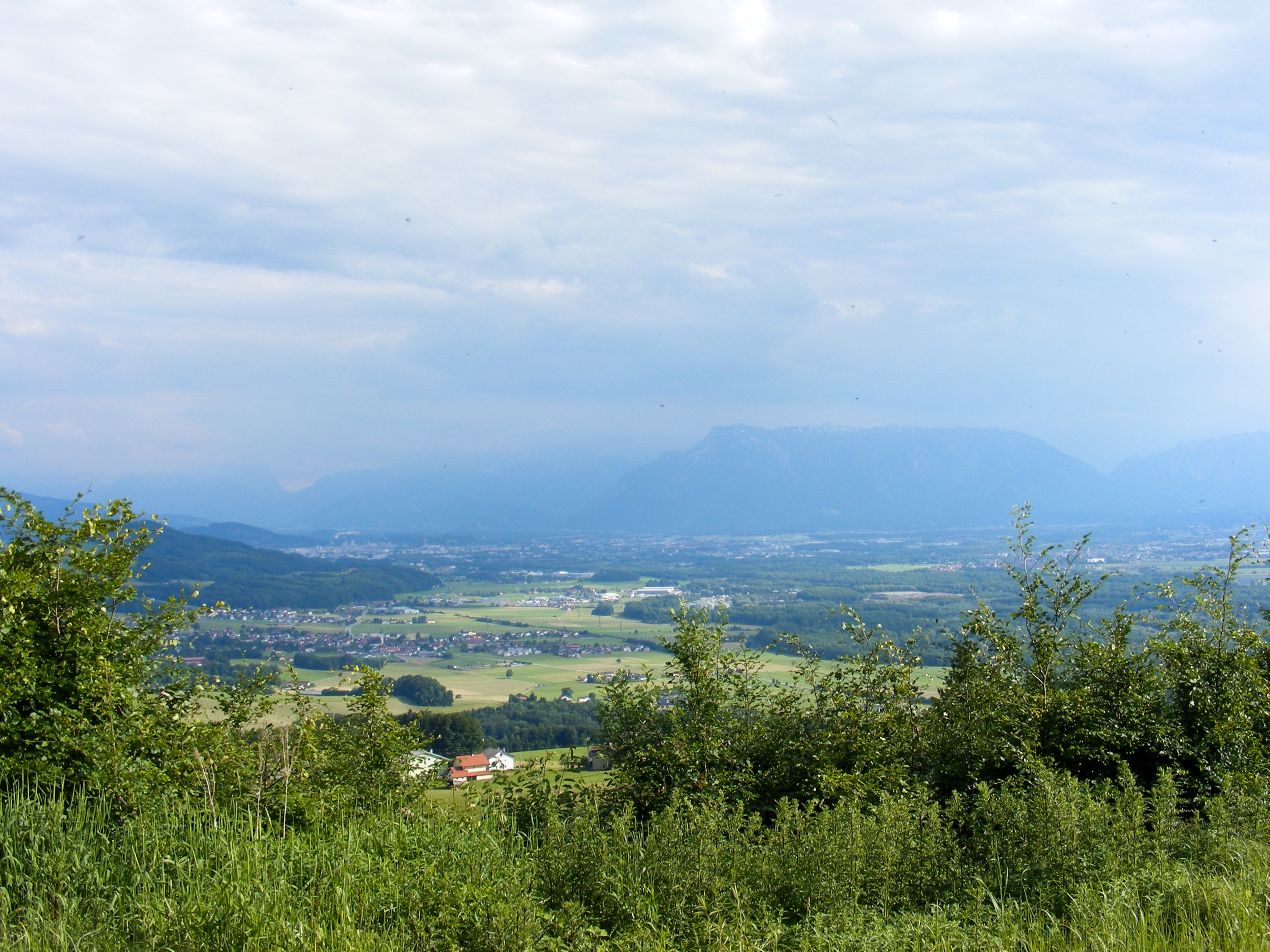
Blick auf das Salzburger Becken vom Haunsberg

Die Trennung des ganzen Salzburg–Halleiner Beckens in den Nordteil und in das Halleiner Becken im Süden ist auch in der geologischen Umgebung begründet. Letzteres liegt noch gänzlich in den Nördlichen Kalkalpen, an deren Grenze dann östlich des Beckenkomplexes die Oberalmer Schichten liegen und westlich die Roßfeld-Formation. Das Salzburger Becken hingegen liegt fast zur Gänze in der Flyschzone (Rhenodanubischer Flysch) und endet im Norden bei Burghausen/Laufen mit dem Laufener Salzachtal, dem Durchbruchstal durch die Vorlandmolasse und würmzeitlichen Sedimentbänke (Grund- und Endmoränen des letzten großen Vorstoßes).